# Calle Carretería
Carretería es una calle del distrito Centro de la ciudad de Málaga, Andalucía, España. Cumple la función de línea divisoria entre el centro histórico, al sur, y los barrios de La Goleta y San Felipe Neri, al norte.

## Características
Su longitud es de aproximadamente 550 metros que discurren en dirección noreste desde el Pasillo de Santa Isabel (a la orilla del Río Guadalmedina) hasta la Calle Álamos (que conduce a la Plaza de la Merced). 
En su recorrido se cruza con las siguientes vías: Puerta Nueva, Postigo de Arance, Biedma, Andrés Pérez, Gigantes, Molinillo del Aceite, Plaza San Francisco, Nosquera, Tejón y Rodríguez, Ollerías, Plaza San Pedro de Alcántara, Dos Aceras, Mariblanca y Puerta de Buenaventura. 
En otros tiempos[¿cuándo?] fue una importante calle comercial de Málaga, donde destacaban las tiendas de muebles. En sus alrededores se encuentra la iglesia de San Felipe Neri, el palacio de Valdeflores, el Museo del Vino Málaga y restos de la muralla árabe junto al edificio del Instituto Andaluz de la Juventud y en el interior de la Librería Proteo y del hotel Sercotel Tribuna. Al principio de esta calle se encuentra también la "tribuna de los pobres", una escalinata conocida de este modo al ser un lugar ideal para contemplar las procesiones de la Semana Santa de Málaga y donde, a diferencia de las tribunas instaladas en la Alameda Principal y la Calle Marqués de Larios, no hay que pagar por ocuparla.

## Historia y origen del nombre
El origen de esta vía se debe a la urbanización en época cristiana del foso de la antigua muralla musulmana desde la Puerta Nueva hasta la Puerta de Buenaventura. Se conoce como Calle Carretería por haber sido lugar de concentración de las carretas que procedían del exterior de la ciudad. Anteriormente era llamada San Francisco (por la cercanía del convento franciscano de San Luis el Real -hoy Sala María Cristina-), luego Carretera, Torrijos y finalmente Carretería.